# Schloss Mörsburg
Die Mörsburg liegt nordöstlich von Winterthur im schweizerischen Kanton Zürich. Sie ist im Besitz der Stadt Winterthur und als Kulturgut von nationaler Bedeutung eingestuft.

## Lage

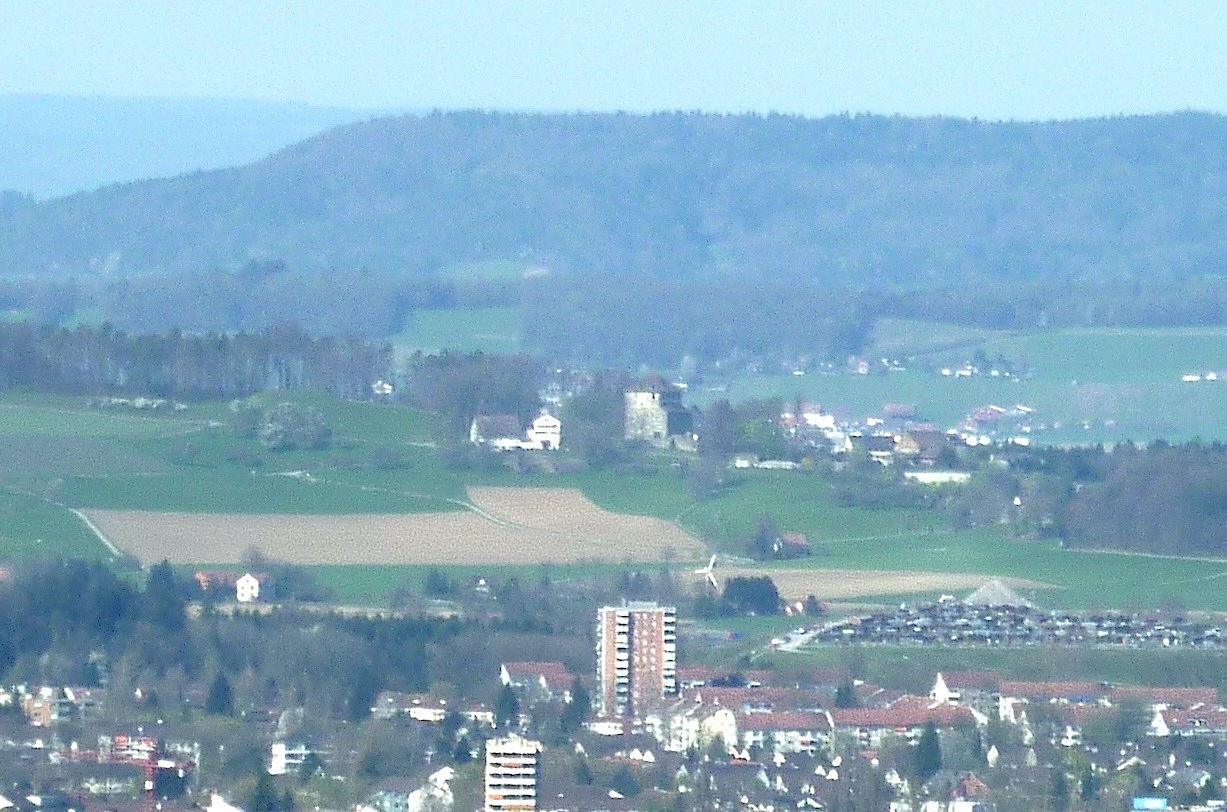
Die Mörsburg von der Kyburg aus gesehen

Die Mörsburg oder Mörsberg, wie sie im Mittelalter genannt wurde, liegt auf 511 Meter Höhe auf dem südlichen Ausläufer eines Höhenzuges, der Winterthur vom Thurtal trennt, auf dem Gebiet der Winterthurer Aussenwacht Stadel. Zur Kyburg (9 Kilometer entfernt) und zum Schloss Hegi (3 Kilometer) besteht Sichtverbindung. Früher führte der alte Verkehrsweg nach Pfyn und weiter an den Bodensee in der Nähe vorbei.

## Geschichte

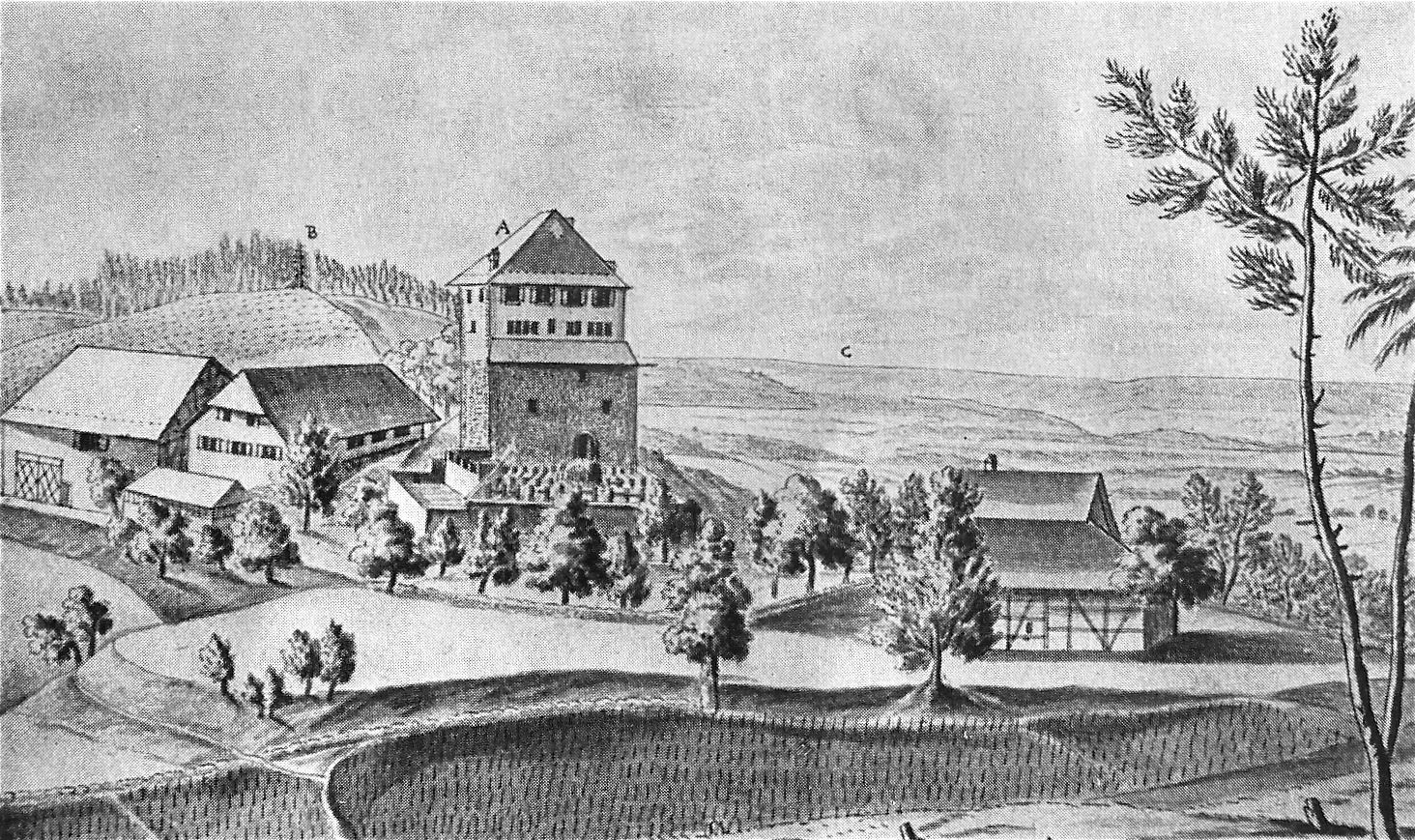
Zeichnung von Johann Ulrich Schellenberg, 1750

Die Mörsburg auf der Karte von Jos Murer, 1566

Über die Erbauer der Mörsburg ist nichts bekannt. Denkbar ist, dass an der Stelle des heutigen Wohnturmes bereits im frühen 11. Jahrhundert eine Holzburg stand. Aufgrund von  Abklärungen mit Hilfe der Radiokarbonmethode ist es denkbar, dass der Wohnturm im ausgehenden 11. Jahrhundert durch die Herren von Winterthur an Stelle einer älteren Anlage errichtet wurde.
Vermutlich gelangte die Burg um 1030 im Rahmen einer von Kaiser Konrad veranlassten Konfiskation an die Grafen von Nellenburg. 1111 ist als Besitzer Adelbertus comes de Morisberk, ein Angehöriger der Nellenburger, bezeugt. Nachdem diese Familie nicht nur im Raum Winterthur, sondern auch im Thurgau über Besitz verfügte, muss davon ausgegangen werden, dass mit diesem «Morisberk» unsere Mörsburg bezeichnet wurde. Nach Adalberts Tod im Jahr 1125 dürfte die Burg in den Besitz der Grafen von Dillingen-Kyburg gelangt sein. Hartmann IV. von Kyburg baute sie um 1250 bedeutend aus. Er war der letzte männliche Vertreter der Kyburger und verstarb am 27. November 1264, nachdem er während mehrerer Jahre oft auf der Mörsburg residiert hatte.
Seine Gattin war Margaretha von Savoyen. Ihr hatte Hartmann IV. im Jahr 1241 die Mörsburg überschrieben. Nach ihrem Tod gelangte die Burg 1273 an Rudolf von Habsburg, Sohn von Hedwig, der Schwester Hartmanns IV., der das Anwesen als Lehen an die Meier von Oberwinterthur weitergab, die sich fortan Meyer von Mörsberg nannten. Die Tochter des letzten Meyers heiratete um 1360 Egbrecht IV. von Goldenberg, dessen Vater österreichischer Vogt auf der Kyburg war. Bis 1569 residierten die Goldenberger als habsburgische, später als stadtzürcherische Lehensnehmer auf der Mörsburg. Nach dem Tod von Jost von Goldenberg und dessen kinderlosen Bruder Egli gelangte die Anlage an deren Schwager Hans Ulrich Stockar zu Schwandegg und Marx Blarer von Wartensee-Kempten. Am 12. Dezember 1598 wurde die Mörsburg für 21'700 Gulden durch die Familie an die Stadt Winterthur verkauft, die deren Räumlichkeiten bis 1798 als Sitz für den Amtmann des durch die Stadt eigens errichteten Mörsburgeramtes nutzte. 1799 fanden in der Umgebung der Burg Kämpfe zwischen Franzosen und Österreichern statt, die an der Burg schwere Schäden hinterliessen.
Nach 1841 stand die Mörsburg während sechzig Jahren leer. Nach 1900 richtete sich im Auftrag der Stadt der Historisch-Antiquarische Verein Winterthur (heute: Historischer Verein Winterthur; Namensänderung 26. April 1974) darin ein und nutzt sie seither als Museum. Bis 2000 lebte im 3. Geschoss der Burg ein Schlosswart. Seit Juni 2016 wird die Mörsburg durch das benachbarte Gasthaus und Restaurant Schlosshalde in Zusammenarbeit mit dem Historischen Verein Winterthur betreut.

## Baugeschichte

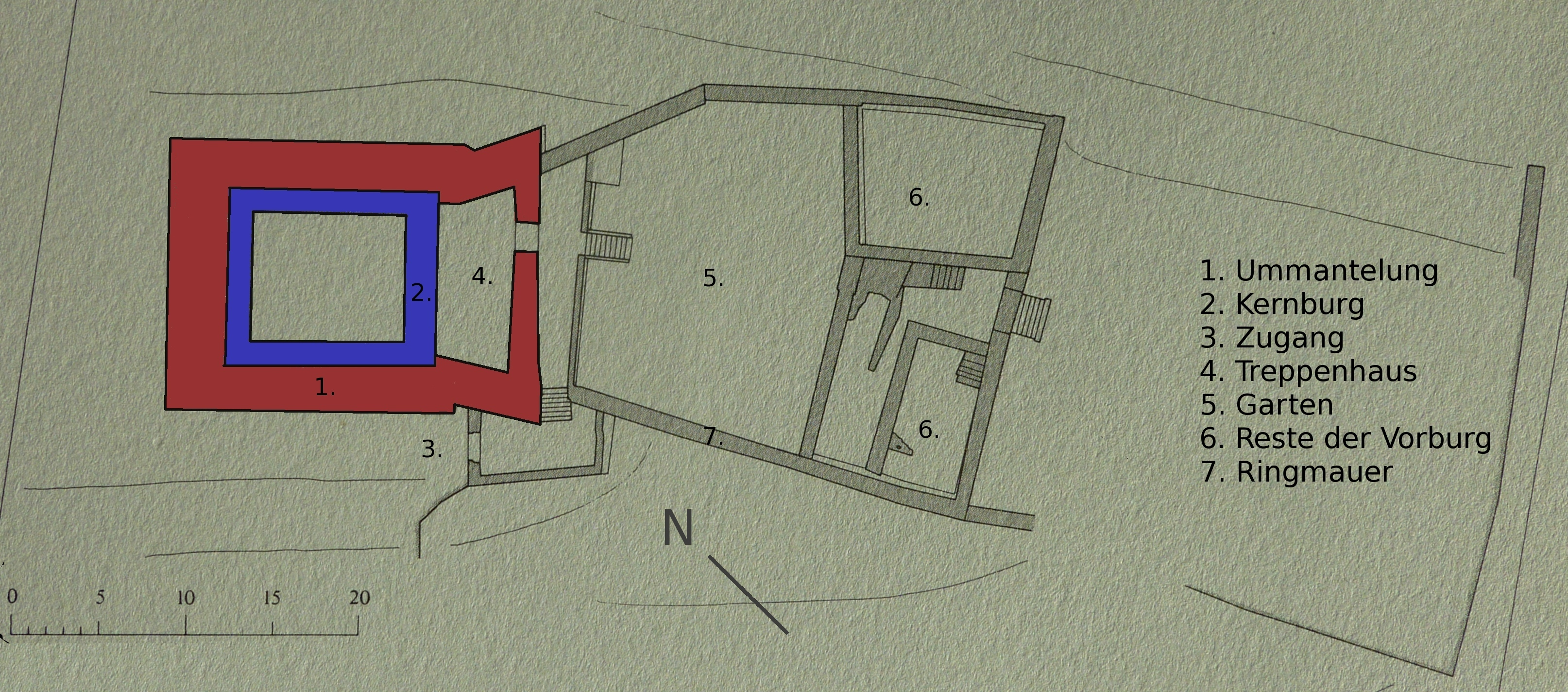
Plan

Bei den Grabungen 1978/79 nachgewiesene Brandholzspuren reichen in die zweite Hälfte des 11. Jahrhunderts zurück. Grosse Um- und Erweiterungsbauten auf den südöstlichen Terrassen erfolgten Mitte des 13. Jahrhunters unter Hartmann IV. von Kyburg.
Der aus lediglich 1,30 Meter dicken Mauern bestehende ursprüngliche Turm wurde durch die Kyburger mit mächtigen Findlingen, so genannten Megalithen, durch eine Ummantelung, die sich südöstlich gegen den Garten hin öffnet, U-förmig verstärkt. Diese Verstärkungsmauer führte bis zum südöstlichen Ende der alten Turmmauern. An den Kernturm wurde im späten 12. Jahrhundert – noch vor deren Megalith-Ummantelung – die zum Ritterhaus führende Umfassungsmauer sowie der zwingerartige Vorbau (das heutige Treppenhaus) angebaut. Die östlich und westlich angebaute Verstärkung des Vorbaus erfolgte allerdings erst um 1300.
Auffallend ist, dass das äussere Mauerwerk aus grossen Findlingen erst etwa zwei Meter über dem Erdboden einsetzt. Dies könnte ein Hinweis darauf sein, dass die ursprüngliche Aufschüttung abgetragen wurde, wodurch das Fundament sichtbar wurde. Der quadratische Grundriss beträgt rund 16 auf 16 Meter, die Mauerdicke fast 5 Meter.
In der Mitte des 13. Jahrhunderts wurden unter Hartmann IV. weitere zusätzliche Bauarbeiten vorgenommen.  Um 1240 wurde ein drittes sowie ein viertes Geschoss mit dem heutigen Grossen und Kleinen Saal im Fachwerkbau auf den Turm gesetzt. Zudem entstand im dritten Geschoss des Turms eine frühgotische, mit Kreuzrippengewölben überdachte Kapelle, die direkt auf dem alten Mauerkranz aufliegt. Die Ähnlichkeiten im Grundriss mit der Kapelle im Schloss Chillon und in der Ausführung der Kapitelle mit denen aus  der Kathedrale St. Pierre in Genf sind wohl auf den Einfluss von Hartmanns Gattin Margaretha von Savoyen zurückzuführen. Damals erreichte die Anlage ihre grösste Ausdehnung. Eine Ringmauer umfasste die beiden südöstlichen Terrassen und beherbergte mehrerer Wohn- und Ökonomiegebäude. Die bis ins 20. Jahrhundert unter dem Terrain liegenden Baureste wurden 1978/79 unter der Aufsicht der Denkmalpflege des Kantons Zürich freigelegt. In einem der Baukörper muss sich im Obergeschoss ein repräsentativer Saal befunden haben. Davon zeugen zwei stattliche Säulen, die eine Feuerstelle flankierten. In der Folge der Grabungen wurde eine große Menge Funde, aber auch interessante Brandreste ans Licht gebracht. Das Ritterhaus und die letzten Bestandteile der grossen Wehranlage wurden um 1400 aufgelassen. Der Grund ist unbekannt. Allein der Turm sowie die Umfassungsmauern blieben bestehen.
Auf dem Vorburgareal wurde 1996 von der Zürcher Archäologie neben einer prähistorischen Grube der Keller eines im 13. Jahrhundert errichteten und ein um 1300 abgebrannter Speicher freigelegt.
Die Stadt Winterthur hat nach der 1598 erfolgten Übernahme die Mörsburg mehrmals renoviert. 1931 wurde die Burg unter der Leitung des Architekten J. N. Bürkel umfassend restauriert. 1973/74 wurde das Innere erneut überholt, und in den Jahren 2013 bis 2018 wurde die Burg einer erneuten Gesamtrenovation unterzogen.

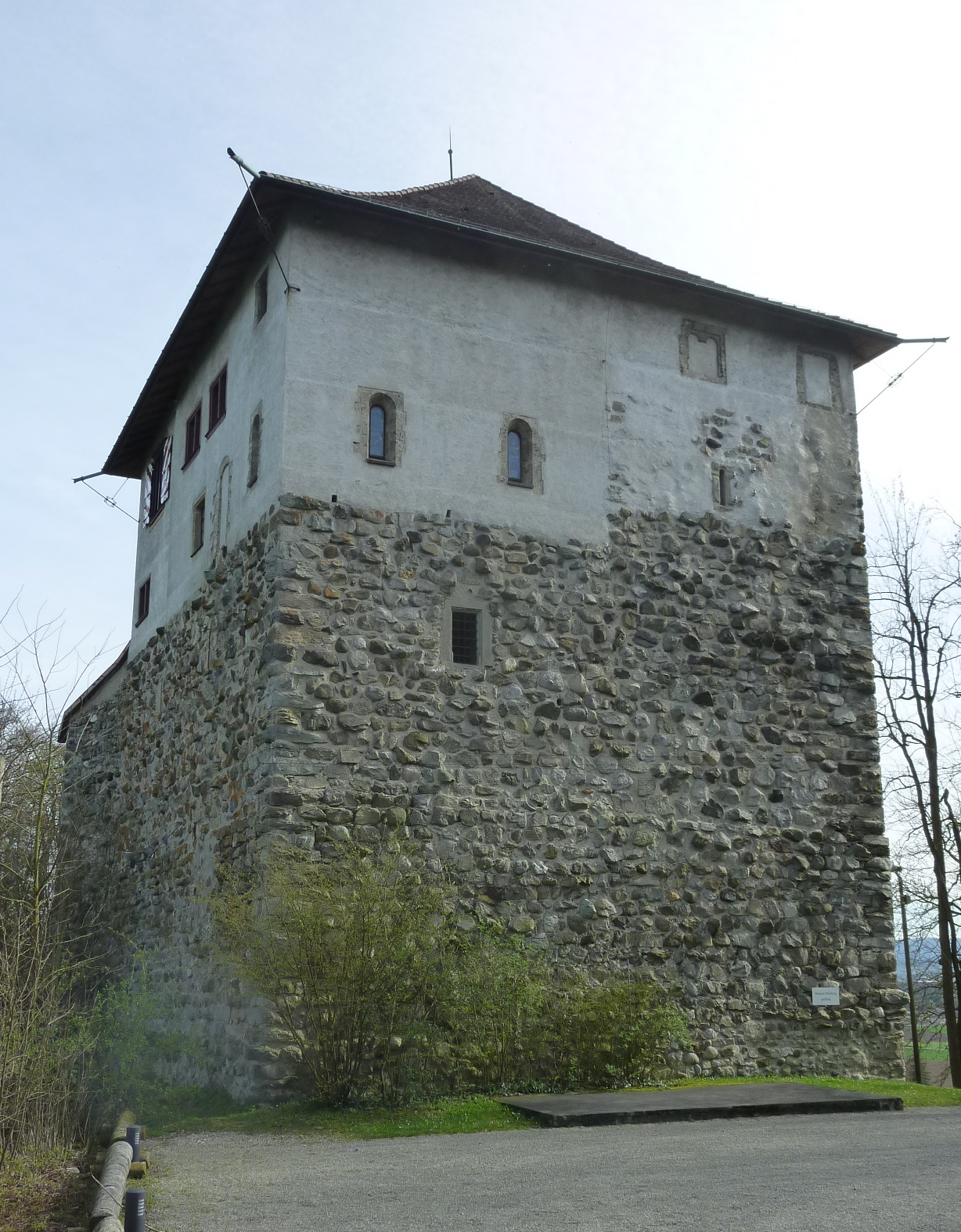
Nordseite
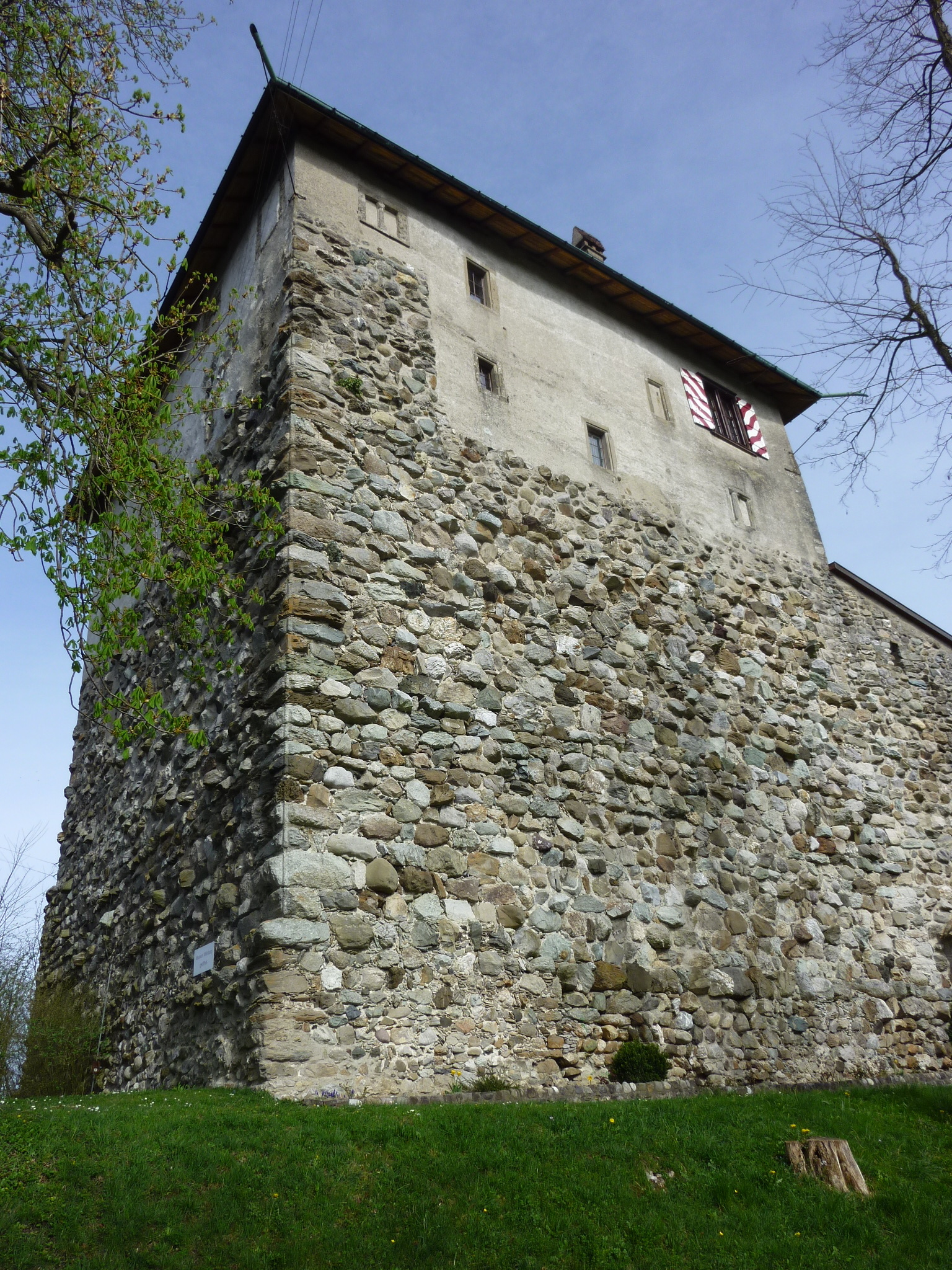
Westseite
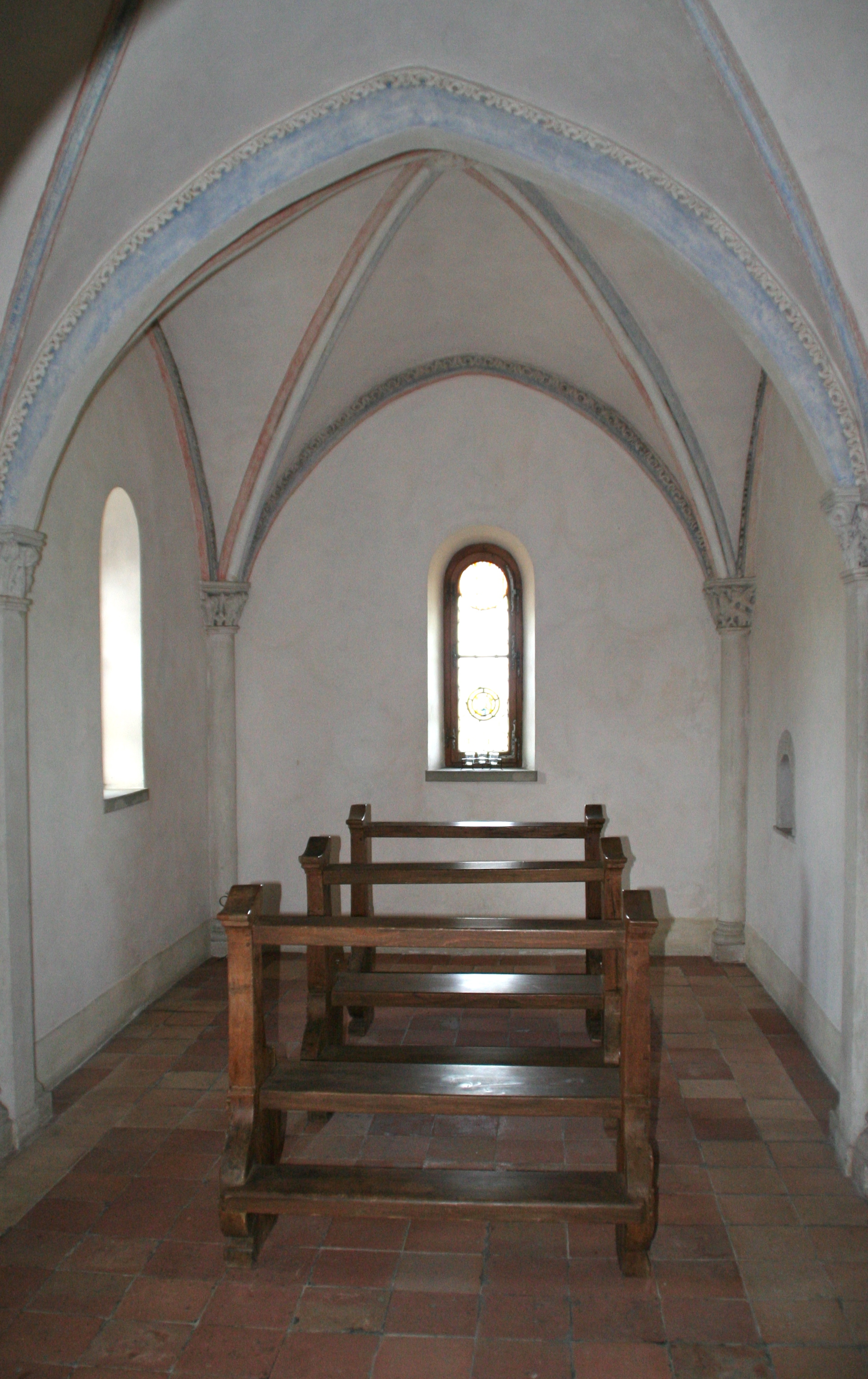
Kapelle
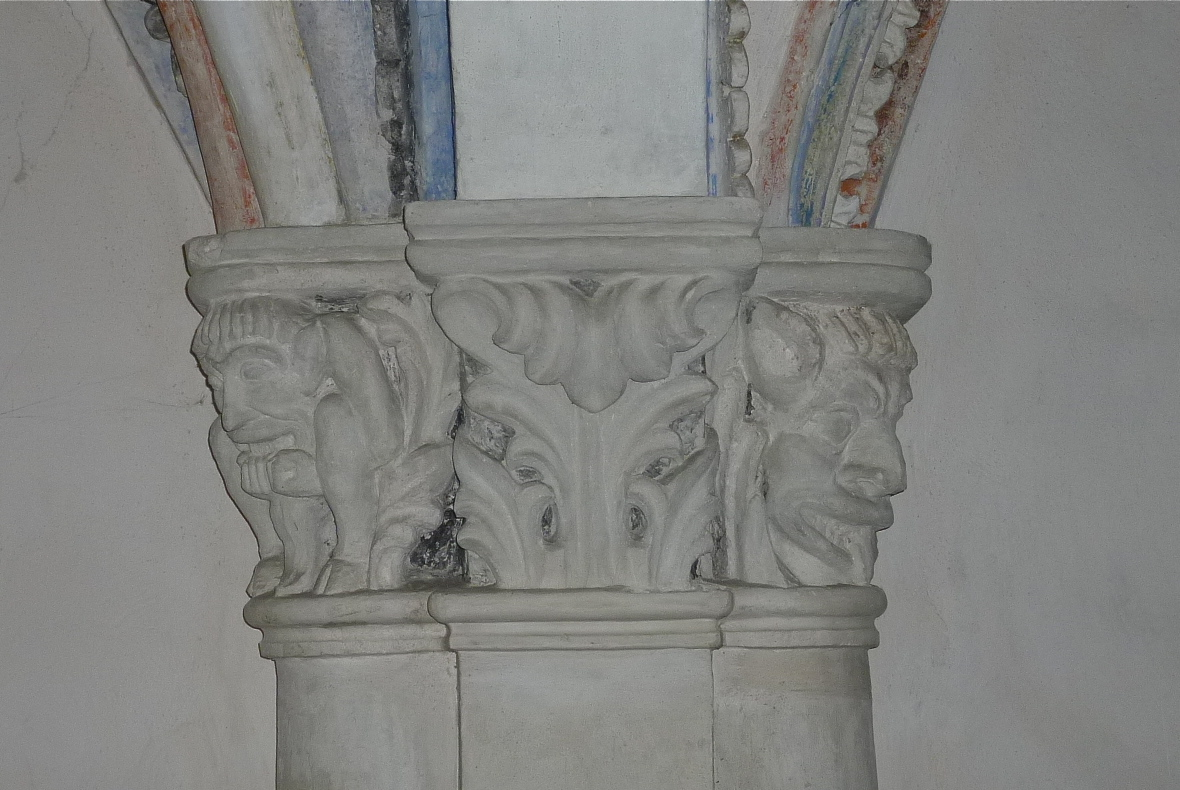
Kapitell

## Museum

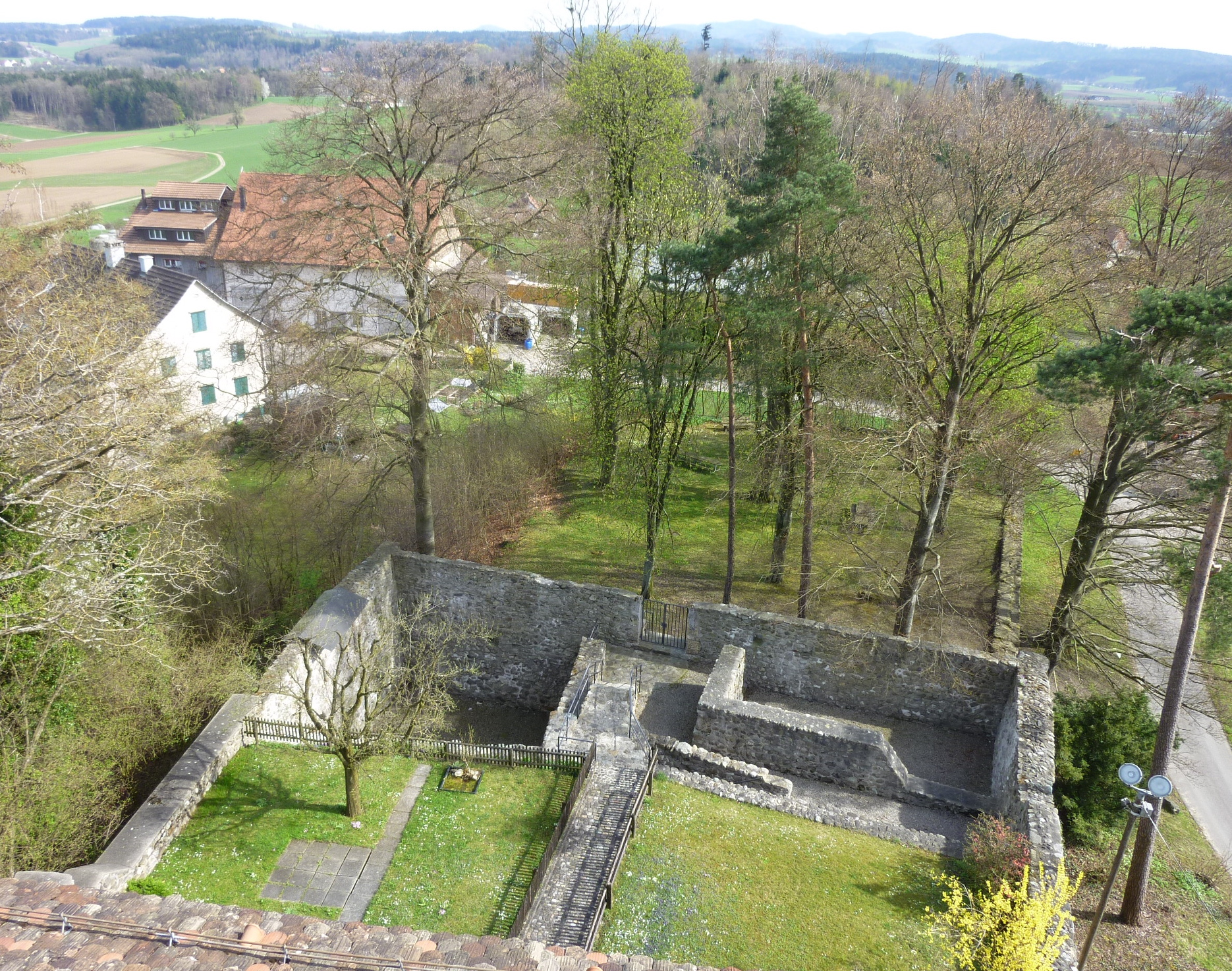
Garten und Reste der Vorburg

- Der Garten im Süden der Anlage zeigt die 1979 und 1980 ausgegrabenen und gesicherten Mauerzüge.
- Keller: Weinfässer, eine kleine Trotte, eine wuchtige Leinsamenpresse, zwei alte Wirtshausschilder u. a.
- 1. Stock: Ofenkeramik, Bücher und die Militaria des Obersten Carl von Clais (1824–1906).
- 2. Stock: Gegenstände aus der Geschichte der Feuerwehr, Waagen, Turmuhren u. a.
- 3. Stock: frühgotische Kapelle nach französisch-savoyischem Vorbild, die Heilige Kümmernis des Kirchturms der Oberwinterthurer Kirche St. Arbogast sowie die ehemalige Wohnung für den Schlosswart.
- 4. Stock: der grosse Festsaal von 1735 sowie der kleine Saal mit dem ältesten vollständigen Turmofen von Ludwig Pfau I (1574).  Der würfelförmige Ofen im selben Raum stammt von Heinrich Pfau (1598–1673).

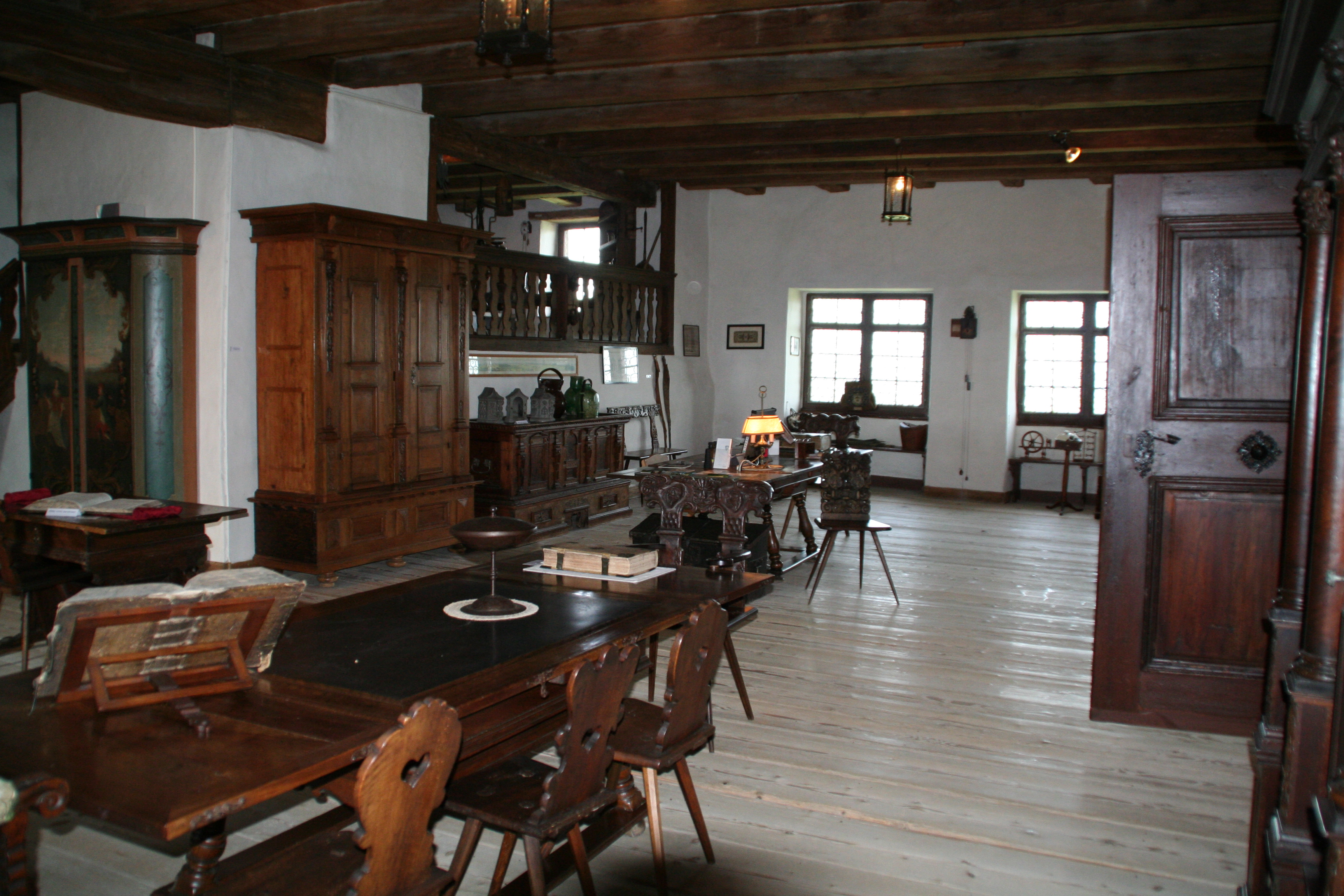
Grosser Saal
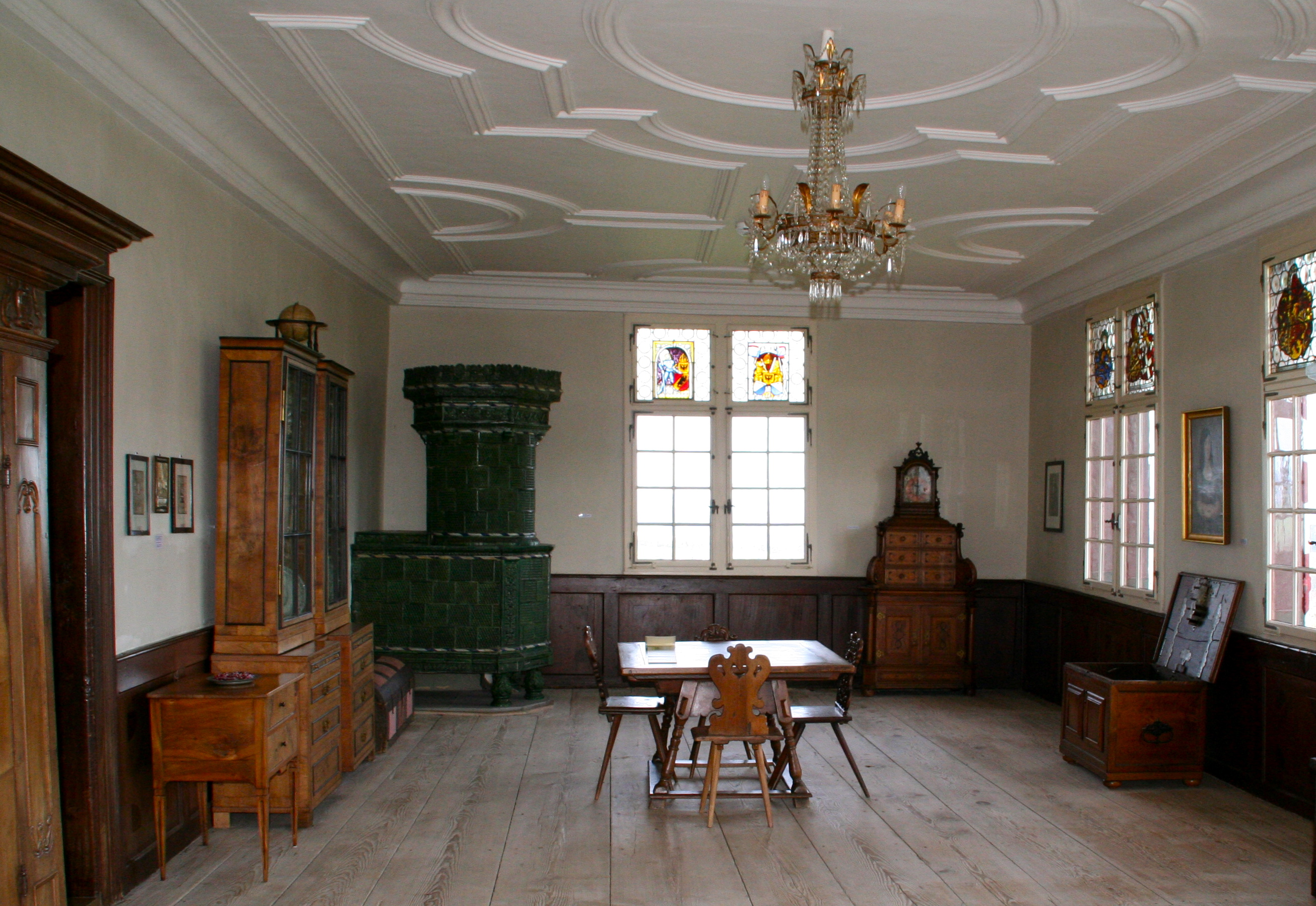
Kleiner Saal
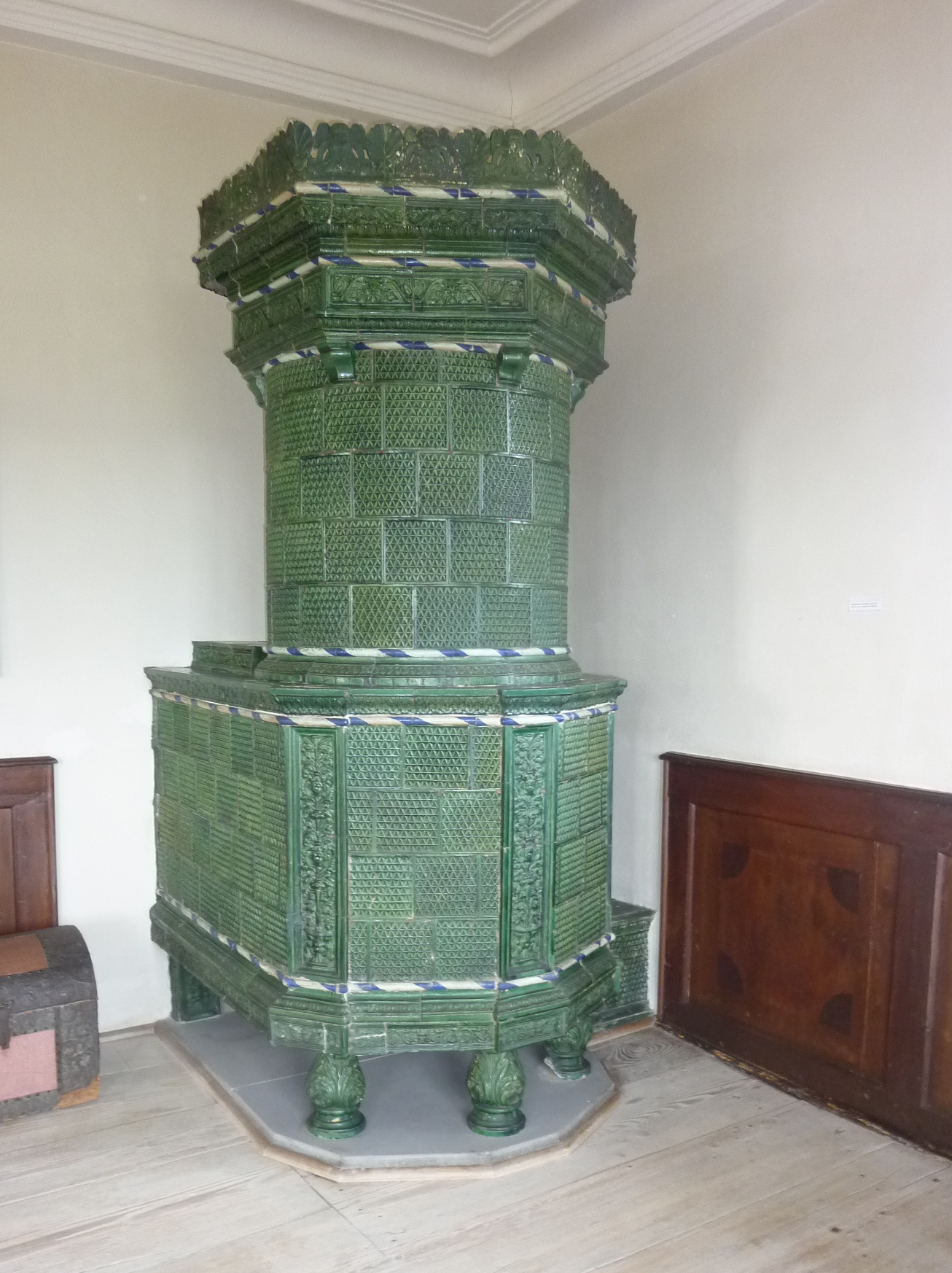
Turmofen
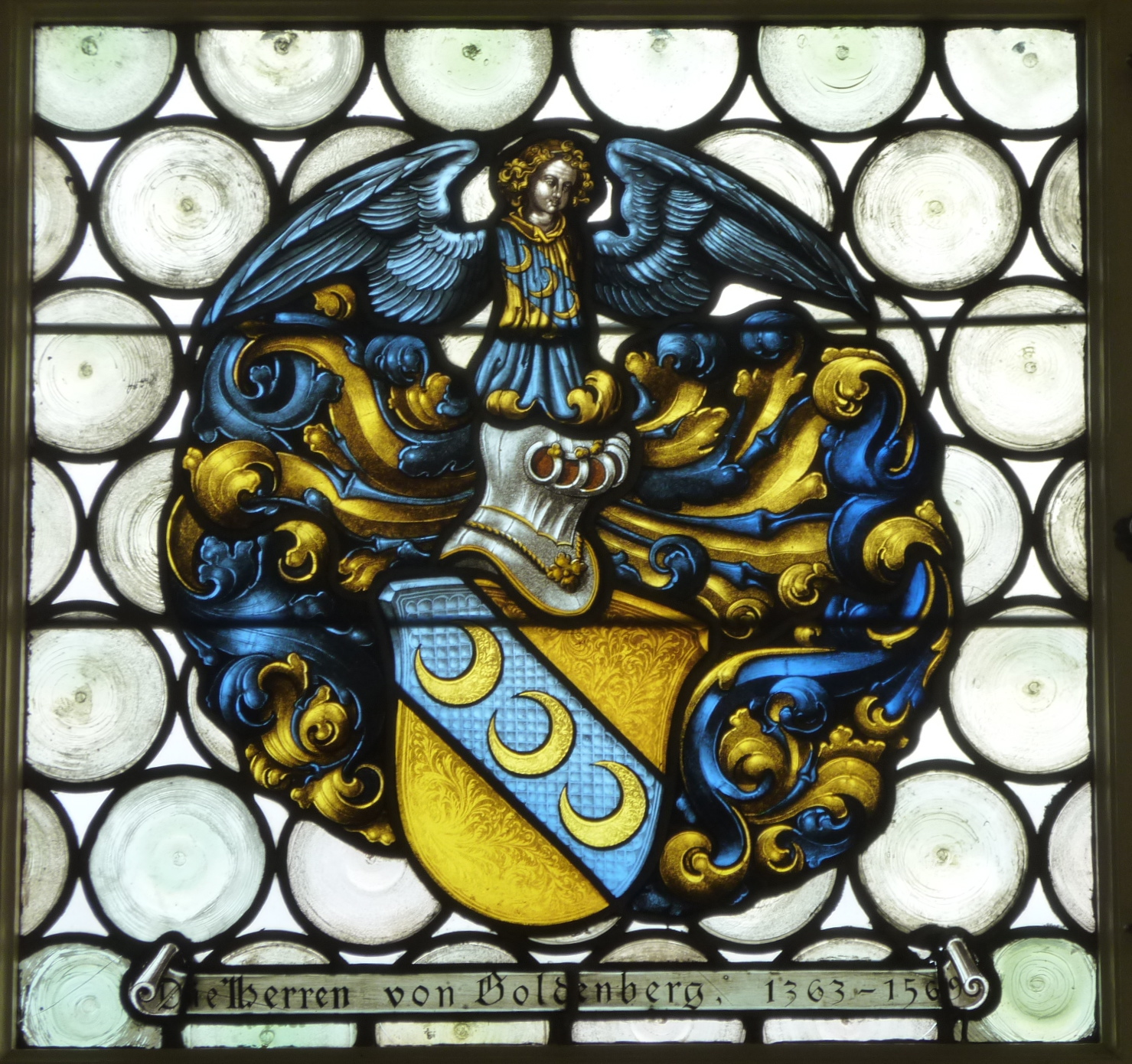
Wappen Goldenberg

## Varia
- Die Mörsburg ist ein Sagenort des Goldenen Kegelspiels (wobei das Goldene Kegelspiel jeweils ein Schatz sein soll). Gemäss der Sage soll in einem unterirdischen Gang eine junge Frau sitzen, zu deren Füssen der Schatz ist. Sie wird von einem schwarzen Hund bewacht und wartet auf einen Jüngling, der sie mit drei Küssen erlöst und zusammen mit dem Schatz nach Hause nimmt.